# Kota-jinja (Niigata)
Le Kota-jinja (居多神社) est un sanctuaire shinto à Jōetsu, préfecture de Niigata,.

## Histoire
Kota est un des principaux sanctuaires shinto (ichi-no-miya) de l'ancienne province d'Echigo. C'est à présent un des ichi-no-miya de la préfecture de Niigata. Les kamis vénérés sont :
- Ookuninushi no kami (大国主神?)[1] ;
- Nunagawahime no mikoto (奴奈川姫命?)[1] ;
- Takeminakata no mikoto (建御名方命?)[1].

Shinran trouve refuge au Kota-jinja lorsqu'il est exilé de Kyoto en 1207.